# Asplenium dentatum
Asplenium dentatum  es una especie de helecho de la familia Aspleniaceae. Es originaria de  América. 

## Descripción
Plantas rupícolas; con rizoma 3-10 x 1-2 mm, erecto o ascendente; escamas 2-3 x 0.1-0.3 mm, extendiéndose en formas más pequeñas, filiformes y glandulosas hacia el pecíolo y raquis, linear-lanceoladas, agudas, negras, clatradas, lustrosas, los márgenes con pequeños proyecciones laterales, el ápice corto; hojas 4-25 x 0.9-2.3 cm, abiertamente fasciculadas, dimorfas, las estériles más cortas y patentes; pecíolo 1.3-15 cm x 0.2-0.9 mm, principalmente verde pero pardo lustroso abaxialmente en la base, verde alado, con escamas y tricomas cortos glandulosos, desintegrándose finalmente dejando fibras vasculares; lámina 2.7-12.5 x 0.9-2.3 cm, 1-pinnada, linear-elíptica, estrechada hacia la base y hacia un ápice corto, no similar en forma a las pinnas laterales, pinnat|fido, a menudo subflabelado; raquis alado, prominente y pajizo abaxialmente, con tricomas glandulosos, sin yemas prolíficas, las alas cartilaginoso pediculadas hasta c. 0.3 mm de ancho sobre cada lado, confluente con los márgenes basiscópicos de las pinnas; pinnas 5-13 pares, 5-12 x 3-10 mm, las más largas las medias, más espaciadas hacia abajo, subequiláteras, ampliamente ovadas a obovadas u oblongo-elípticas, delgadamente herbáceas, con tricomas pálidos, cortos, adpresos, sobre ambas superficies o sólo en el envés, ligeramente discoloras, pediculadas hasta de 1.5 mm en la base, los márgenes proximales enteros y excavados, el resto crenados o dentados; nérvulos 1-2-bifurcados, evidentes, terminando en hidatodos claviformes antes de los márgenes; soros 1-5 mm, en hasta 4 pares; indusio 0.2-0.5 mm de ancho, hialino, verdoso a pardo-amarillento claro, subentero a cortamente eroso con glándulas marginales oscuras y globulares, vuelto hacia atrás en la madurez; esporas pardo claro, reniforme-elipsoides, la perispora finamente reticulada, equinulado-crestada.

## Distribución y hábitat
Se encuentra  sobre rocas calizas en las selvas, a una altitud de 0-400 metros (S. Florida, S. México, Mesoamérica, Colombia, Venezuela, Antillas, Trinidad y Tobago.) 

## Taxonomía
Asplenium dentatum fue descrita por Carlos Linneo  y publicado en Species Plantarum 2: 1080–1081. 1753.
Etimología
Ver: Asplenium
dentatum: epíteto latíno que significa "dentado, con dientes"

## Nombres comunes
- Castellano: culantrillo, doradilla.